# Alejandro Giammattei
Alejandro Eduardo Giammattei Falla (Ciudad de Guatemala, 8 de marzo de 1956) es un político y médico guatemalteco. Fue presidente de Guatemala desde el 14 de enero de 2020, fecha en que tomó posesión del cargo ante el Congreso de la República de Guatemala en el Centro Cultural Miguel Ángel Asturias, hasta el 14 de enero de 2024.
Se desempeñó también como director del Sistema Penitenciario de Guatemala entre 2005 y 2007, además de haber participado de las elecciones generales de 1999 y 2003 como candidato a alcalde de la Ciudad de Guatemala y en las elecciones generales de 2007, 2011 y 2015 como candidato presidencial. En las elecciones de agosto de 2019, triunfó frente a la candidata Sandra Torres (UNE) al alcanzar los 1 907 801 votos en segunda vuelta (57,95 %), proclamándose presidente electo de Guatemala.
Giammattei ha mantenido una posición en favor de la pena de muerte y el uso militar en la seguridad ciudadana, pero durante su gobierno no lo implementó; y contraria al aborto y el matrimonio entre personas del mismo sexo. Es considerado conservador y de derechas. Su mandato se ha caracterizado por una corrupción endémica y violaciones generalizadas de los derechos humanos, como el encarcelamiento y la represión de opositores políticos, la intimidación y la censura de medios de comunicación independientes en Guatemala. El Gobierno federal de los Estados Unidos, tres días después de que dejara el cargo, le prohibió la entrada al país acusando a Giammattei de corromper la democracia y subir los indices de corrupción al maximo en todas las instituciones gubernamentales. En 2025, el gobierno británico sancionó a Giammattei por presuntos actos de corrupción y malversación durante su mandato.

## Primeros años
Alejandro Giammattei nació el 8 de marzo de 1956 en la Ciudad Capital del departamento de Guatemala. Alejandro Giammattei estudió en un colegio privado de la Ciudad de Guatemala llamado Liceo Guatemala durante la primaria y secundaria. Después de realizar sus estudios de diversificado, estudió la carrera de medicina en la Universidad de San Carlos el 31 de octubre de 1980.
En el año 1982 fue consultor de la Organización Panamericana de la Salud y terminó su servicio en el año 1986.[cita requerida] En el mismo año, Giammattei formó parte del Cuerpo de Bomberos Municipales de Guatemala y también fue director de la organización de Transportes Públicos Urbanos de la Municipalidad de Guatemala. Terminó sus servicios en el Cuerpo de Bomberos en el año 1990. Después de eso, se le fue otorgado el cargo de Gerente general de la Empresa Municipal de Agua.

## Carrera política
Alejandro Giammattei comenzó su vida política participante en actividades electorales en los años de 1985, 1988 y 1990 como coordinador general de los procesos electorales mientras asumía los cargos que le fueron otorgados. Gracias a esas actividades, Giammattei fue tomado con relevancia a nivel nacional e internacional bajo las órdenes del exvicepresidente de la República de Guatemala Arturo Herbruger Asturias. Giammattei ha sido reconocido por ser consultor de varias empresas y servicios privados desde el año 2000 que fue desde ese entonces en donde tomó posesión en varios establecimientos.
Participó en las elecciones municipales de la Ciudad de Guatemala de 1999 como candidato alcalde de la ciudad de Guatemala, pero al final resultó ganador Fritz García Gallont.
Nuevamente participó como alcalde metropolitano en las siguientes elecciones en 2003, esta vez resultó ganador el expresidente de Guatemala, Álvaro Arzú Irigoyen.

### Director del Sistema Penitenciario
Fue nombrado director del Sistema Penitenciario de Guatemala en el año 2006. Dejó de ser director del Sistema Penitenciario en el año 2008 después de las elecciones de Presidente.

#### Operativo «Pavo Real»
En el período en que Alejandro Giammattei fue director del Sistema Penitenciario de Guatemala se llevó a cabo el operativo Pavo Real en la Granja Penal de Pavón en la Ciudad de Guatemala. El lunes 25 de septiembre de 2006 alrededor de 3,000 fuerzas policiales y militares ingresaron a la cárcel de Pavón con el propósito de restablecer la autoridad y retomar el control del centro penitenciario, ya que los reclusos habían construido casas, restaurantes, salas de videojuegos y laboratorios para producir drogas. En el incidente hubo bajas civiles entre los reclusos. Al proceso judicial por este caso se le llamó «Caso Pavón». Cuatro años después y bajo amenazas de muerte, Giammattei fue a la Embajada de Honduras en Guatemala para hacer aclaraciones sobre el asunto y se puso a disposición de las autoridades, declarándose «preso político». Giammattei aclaró que ni Guatemala ni Honduras le brindó la suficiente protección a su familia.
Se emitió una orden de arresto y fue encarcelado. Después de 10 meses, el Tribunal Primero de Alto Riesgo ordenó el cierre de la investigación penal en contra de Giammattei quedando en libertad.

### Candidatura presidencial en 2007, 2011 y 2015
Participó por primera vez en las elecciones presidenciales de Guatemala en el año 2007 con el partido Gran Alianza Nacional (GANA). Giammattei utilizó su gestión como Director del Sistema Penitenciario como uno de los principales temas de su campaña, resaltando el «operativo Pavo Real». Giammattei logró una gran popularidad, lo que lo impulsó hacia el tercer puesto en la elección con 565 017 votos y 17.23 %, y su partido alcanzó los 37 escaños en el Congreso de la República, posicionándose Álvaro Colom, de la Unidad Nacional de la Esperanza (UNE), como ganador al obtener el 52 % en segunda vuelta.
Tras quedar en libertad, Giammattei anuncia su postulación a la presidencia de Guatemala en las elecciones del 11 de septiembre de 2011, esta vez por el Centro de Acción Social (CASA). A pesar de haber obtenido el tercer lugar en las elecciones de 2007, y un 17 %, en éstas elecciones Giammattei redujo casi todos sus votos, al obtener solo 46.655 y el 1.05 %, quedando como ganador Otto Pérez Molina del Partido Patriota. El partido CASA no logró representación en el Congreso.
Por tercera vez, y esta vez con un mejor imagen en las encuestas, se postula como candidato presidencial en las elecciones guatemaltecas de 2015, enfrentándose a Jimmy Morales, Sandra Torres, Manuel Baldizón y Zury Ríos. En éstas elecciones mantuvo una posición contraria al aborto y el matrimonio homosexual y en favor de la pena de muerte y el uso militar en la seguridad ciudadana. También afirmó que en Guatemala, la corrupción maneja el sistema político y que «no hay plan de gobierno ni objetivos de nación». En éstas elecciones se postuló por el partido político Fuerza, logrando, a pesar de obtener el cuarto lugar con 315.774 y 6.45 %, triplicar sus votos en comparación de elecciones anteriores.

### Candidatura presidencial de 2019

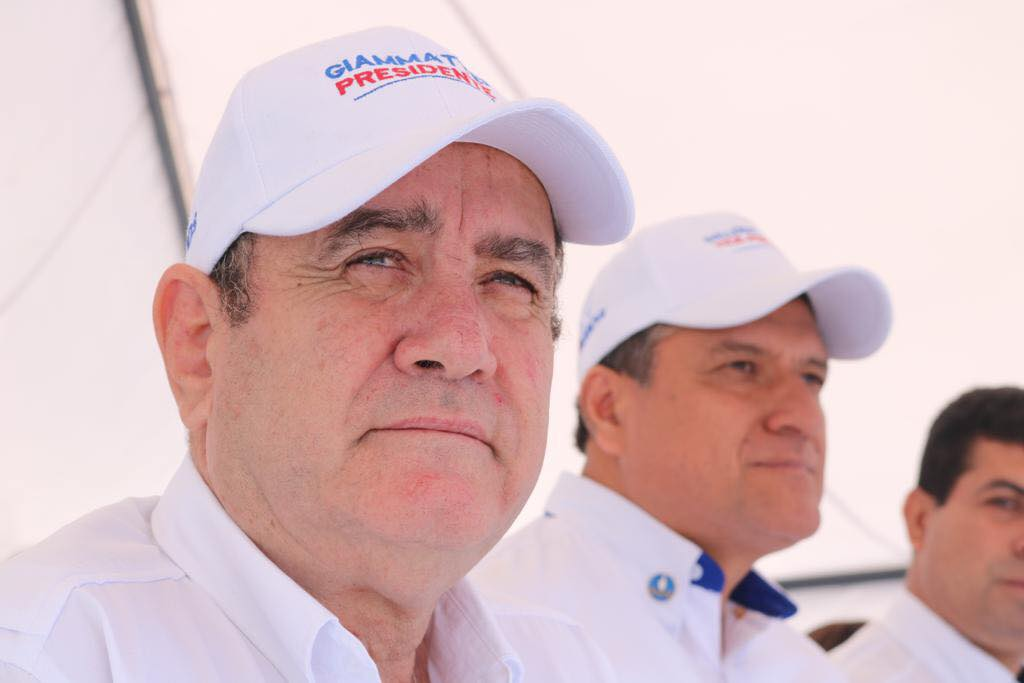
Giammattei junto a Guillermo Castillo Reyes como candidatos a la presidencia y vicepresidencia, al inicio de la campaña electoral de 2019.

En 2019 compitió por cuarta vez a la presidencia de Guatemala, esta vez, con el segundo y primer lugar en las encuestas para las elecciones de ese año. En su campaña ha expresó que impondría «mano dura» en el país, de ganar las elecciones y aseguró la creación de un «muro de oportunidades», es decir, desarrollo económico para que los ciudadanos tengan un empleo, vivienda, salud, educación y seguridad, así evitando que tengan que emigrar. En ésta elección también sostuvo sus posturas a favor de la pena de muerte, planteando tratar como «terrorista» a todo aquel que cometa ataques contra servicios públicos y proponer a trabajar a los presos para que se ganen sus alimentos y su educación. De esa manera es que buscaría acabar con los altos índices de violencia en uno de los países más violentos del mundo. También planteó crear un Sistema de Seguridad Nacional.
En la primera vuelta, celebrada el 16 de junio de 2019, Giammattei logró alcanzar el segundo puesto, con 608.083 de votos y 12.06 %, pasando así a una segunda vuelta presidencial, contra la ex primera dama Sandra Torres, de la Unidad Nacional de la Esperanza. En la segunda vuelta, que se realizó el 11 de agosto de 2019, Giammattei venció con una amplia ventaja frente a la candidata de la UNE, Sandra Torres, al posicionarse con 1 907 801 de los votos y el 57,95 % del total, logrando consolidarse como el presidente electo de Guatemala para el período 2020-2024.

## Presidencia 2020-2024

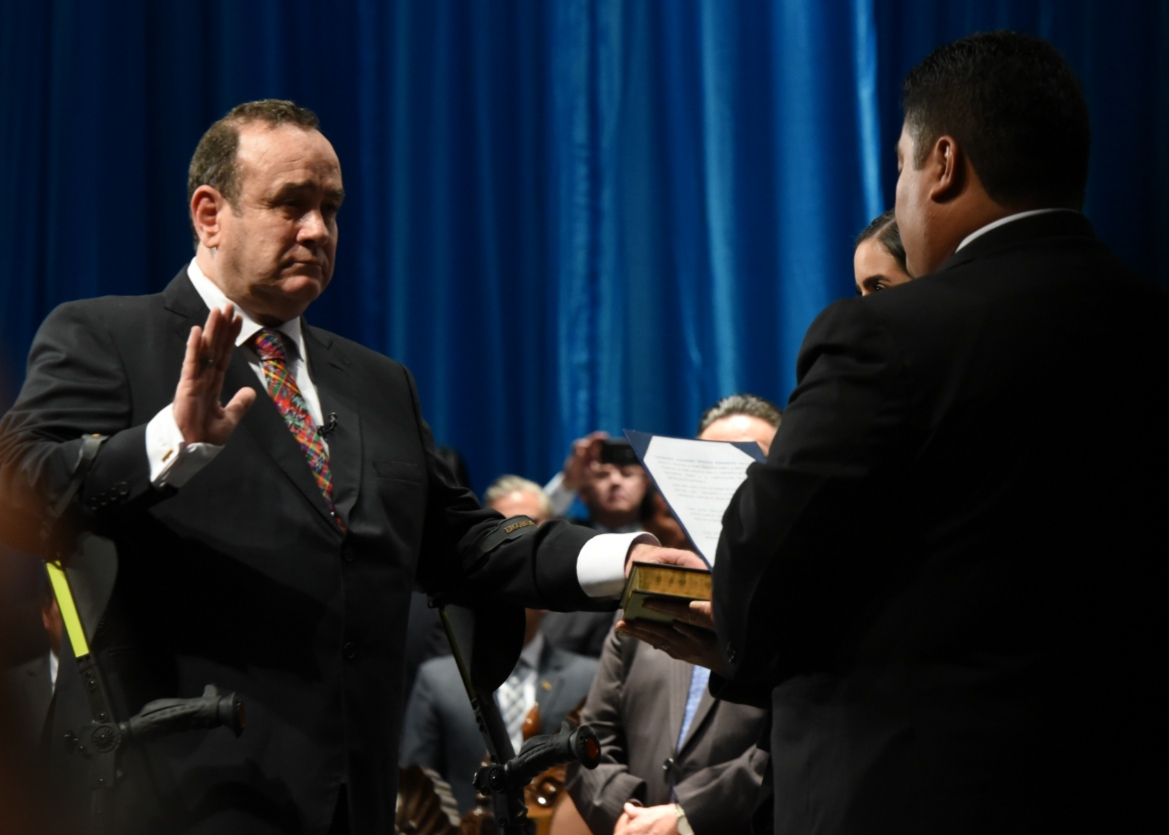
Acto de juramentación de la Constitución, ante el presidente del Congreso, durante la toma de posesión el 14 de enero de 2020.

El 14 de enero de 2020, Giammattei juramentó a su cargo como presidente de la República de Guatemala, ante el presidente del Congreso, Allan Rodríguez. La toma de posesión se realizó en el Centro Cultural Miguel Ángel Asturias, contando con la asistencia de seis jefes de Estado, a pesar de que la cancillería de la Administración de Morales había confirmado la presencia de doce. La ceremonia tuvo cuatro horas de retraso, debido a retrasos en la sesión del Congreso de la República, lo que provocó que las delegaciones extranjeras de España y Japón se retiraran. Alejandro Giammattei entregó el cargo de presidente el 14 de enero de 2024.
Durante su mandato ha tenido múltiples desavenencias con el vicepresidente Guillermo Castillo Reyes, quien incluso llegó a pedirle la renuncia de ambos en 2020. Aunque se sabe que siempre existen desacuerdos entre los binomios gobernantes, sus discusiones se hicieron públicas. Tal es el caso de lo sucedido en la elección a Magistrados de la Corte de Constitucionalidad en marzo de 2021, en la cual Castillo presentó a sus candidatos pero no fueron tomados en cuenta y se eligieron a los propuestos por algunos ministros de estado. Al finalizar castillo indicó: «Mi voto es disidente. No estoy en condiciones de firmar hoy, sino hasta mañana en la tarde cuando presente mi voto disidente para que sea publicado junto con el acuerdo», pero Giammattei le indicó que, a pesar de ser abogado, desconocía la ley y dijo: «su voto razonado no puede ser aceptado, su voto puede ser un adjunto. Posterior a ello, si usted quiere hacer un razonamiento que sea incluido en la hoja que será firmada y remitida mañana al Congreso… con muchísimo gusto se adjuntará lo que haga llegar…» . Luego del incidente, se dieron afrentas por medio de redes sociales, en especial desde sus cuentas de Twitter y declaraciones a la prensa en las cuales se decían indirectas relacionadas al trabajo que cada uno realizaba.
En enero de 2022, a mitad de su mandato, Giammattei tenía un 27 % de aprobación de la población según una encuesta de la firma CID Gallup, una de las cifras más bajas de los presidentes del continente. En 2023, solo 2.9 % de los entrevistados califica como buena la administración Giammattei.Esto convierte a Giammattei, en el presidente más impopular en la historia de Guatemala. 

### Pandemia de COVID-19

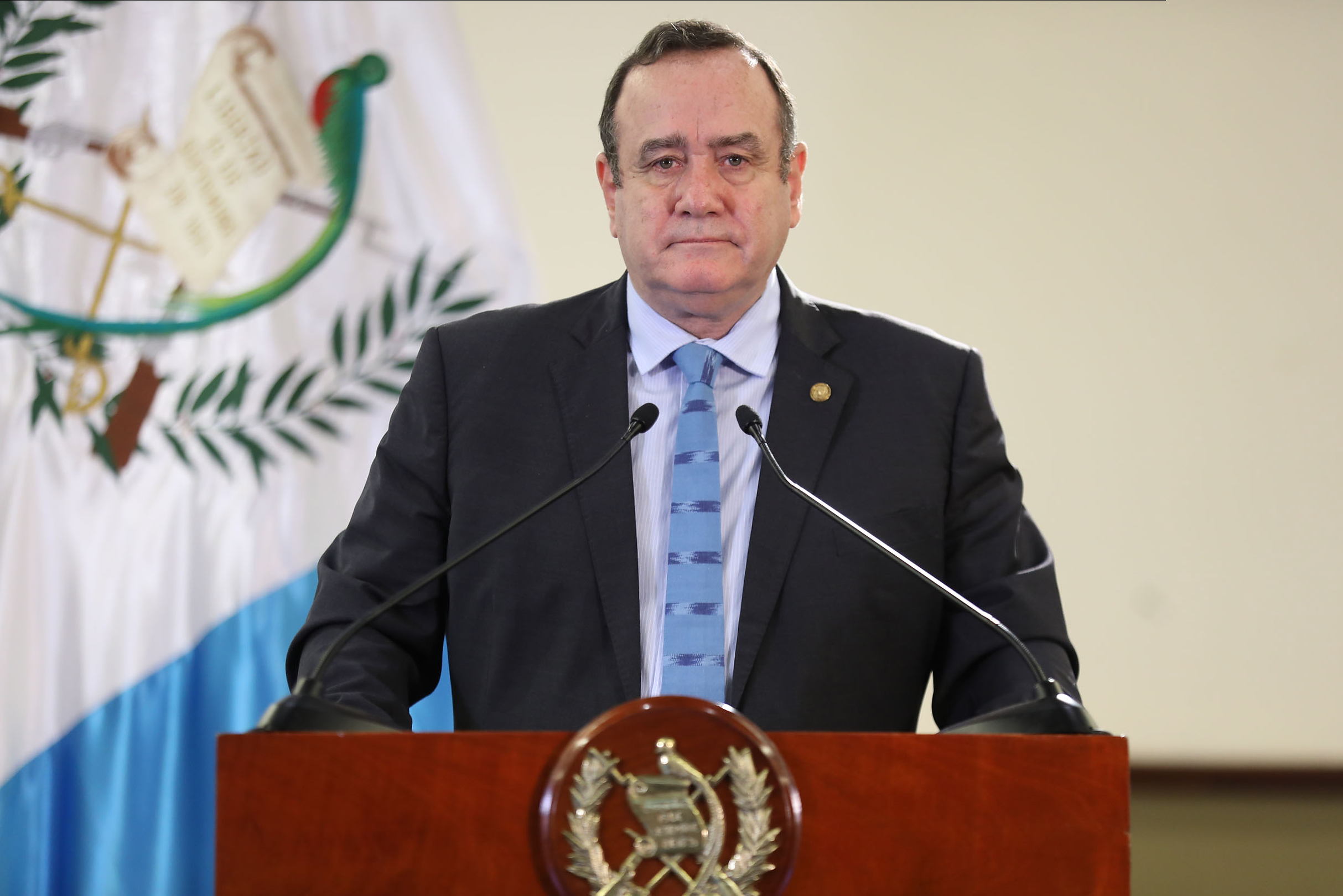
Alejandro Giammattei en una cadena nacional en marzo de 2020.

A inicios de su gobierno el 31 de enero de 2020, anunció la prohibición para el ingreso al país de personas procedentes de la República Popular China debido a la alerta internacional por la entonces epidemia de COVID-19. El 25 de febrero de 2020 declaró alerta máxima a escala nacional por la propagación del Covid-19 en países vecinos y prohibió la entrada de viajeros procedentes de países de Asia, además se limitaron las concentraciones de personas y se prohibieron toda clase de espectáculos públicos, reuniones y eventos. La medida se mantendría vigente hasta el 5 de mayo, sin embargo duraron hasta 2022.
Dos meses después de haber tomado posesión como presidente de Guatemala fue declarado el primer caso de COVID-19 en Guatemala, esto provocó que se emitieran una serie de disposiciones entre estas varios estados de emergencia, que permitiría realizar compras a tiempo para evitar la expansión de la enfermedad. Además, ofreció la construcción de cinco hospitales temporales para atender a los infectados por el virus.
Durante varios meses de 2020 Giammattei realizó varias cadenas nacionales en donde informaba diariamente el número de casos registrados por día, fallecimientos y avances en la recuperación de pacientes. Todo eso provocó que su popularidad aumentara al principio de la pandemia, sin embargo realizó promesas populistas que provocaron rechazo en la población al no haberlas cumplido, entre estas ofrecer 3.000 camas en el hospital temporal del Parque de la Industria y que este fuera el más moderno y grande de Centroamérica pero, únicamente tuvo capacidad de aproximadamente 300 camas.
En 2021-2022, Guatemala registró uno de los peores índices en cuanto a vacunación en Latinoamérica.

### Política exterior

#### Relaciones con Ucrania

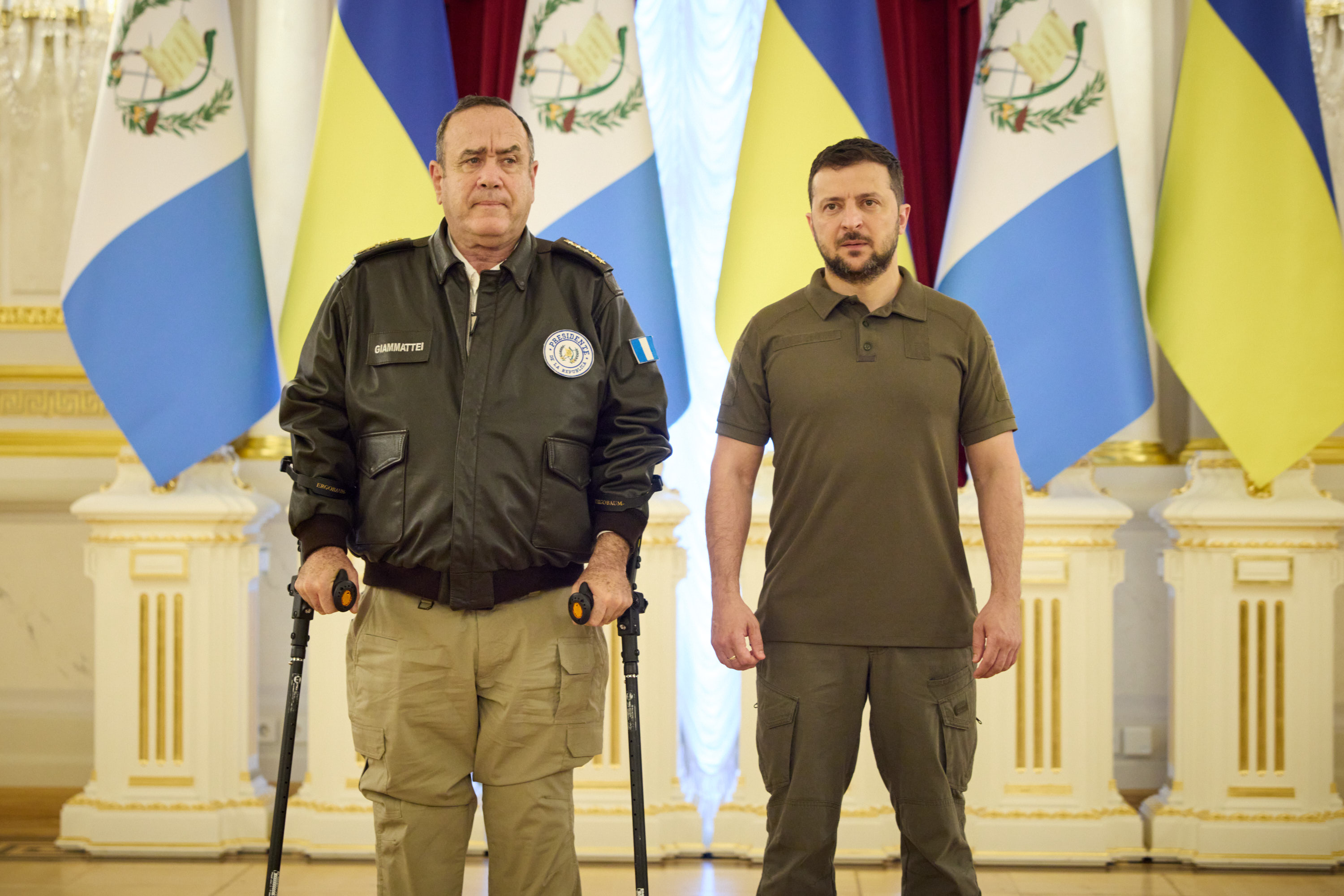
El presidente ucraniano Volodímir Zelenski junto a Giammattei en el Palacio Mariyinski en julio de 2022.

A raíz de la invasión rusa a Ucrania en 2022, rechazó las acciones de Rusia y se comunicó telefónicamente con el presidente ucraniano Volodímir Zelenski a quien expresó su «solidaridad y apoyo» y acordaron una visita a Ucrania ante la invitación del presidente ucraniano. Finalmente dicha visita ocurrió sorpresivamente el 25 de julio de 2022 y firmaron una declaración conjunta donde calificaron la invasión como «guerra de agresión ilegal injustificada y no provocada de Rusia contra Ucrania». Ante esto, la Embajada de Rusia en Guatemala expresó su «rechazo a la retórica antirrusa en la Declaración conjunta ucraniano-guatemalteca.»

#### Crisis diplomática con Colombia
A inicios del año 2023 se provocó una crisis diplomática con Colombia tras una investigación del Ministerio Público en el marco del Caso Odebrecht en Guatemala, contra varios fiscales y abogados que facilitaron un acuerdo a los directivos de la empresa, en el comunicado el fiscal aseguró que también investigaría por actos «ilegales» contra el ministro colombiano de Defensa, Iván Velásquez, quien como jefe de la CICIG habría dirigido y participado en las negociaciones. Los antiguos miembros de esta institución de la ONU son objeto de persecución sistemática en Guatemala bajo la presidencia de Alejandro Giammatte. El Presidente de Colombia, Gustavo Petro,que había nombrado Ministro de Defensa a Velázquez afirmó «es un hombre justo». y a la vez indicó: «No vamos a permitir que, en la reacción de criminales, sea atacado por lo que ha hecho, sea perseguido por su lucha contra la impunidad» y llamó a consultas a su embajadora en Guatemala. Giammattei se encontraba en España y en ese momento fue cuestionado sobre la reacción del mandatario colombiano y lo acusó de comportarse como un «guerrillero», en referencia a su pasado en el M-19, al "convertir un acto judicial en diplomático y lo responsabilizó de acabar con 200 años de relaciones bilaterales entre ambos países. Como respuesta también llamó a consultas a su embajadora en Bogotá.

### Controversias

#### Legislación contra el aborto y la comunidad LGBT
En marzo de 2022 el Congreso de la República, de mayoría aliada a su partido, emitió un decreto que aumentaba las penas de cárcel por abortar, prohibía la educación sexual en las escuelas y declaraba a personas homosexuales como «grupos minoritarios incongruentes con la moral cristiana». Esto provocó una avalancha de críticas. Finalmente Giammattei anunció que vetaría dicha ley para que no entrara en vigencia en el país alegando que «viola dos convenciones de las cuales Guatemala es signataria» y «adolece de deficiencias técnicas en su redacción». Además indicó que ley no estaba vinculada al nombramiento de la ciudad de Guatemala como «Capital Iberoamericana Provida» por parte de un congreso multirreligioso que se realizaba en el país durante esos días de marzo.

#### Detenciones de periodistas, jueces, abogados y fiscales
En julio de 2021, la fiscal general de Guatemala destituyó al jefe de la fiscalía especial contra la impunidad, que pretendía investigar casos de corrupción vinculados al presidente. Poco después abandonó el país para "proteger [su] vida e integridad". Esta controvertida decisión fue seguida de manifestaciones que pedían la dimisión del presidente. Posteriormente, en 2022, el Ministerio Público intensificó la persecución penal contra exjueces, abogados y exfiscales vinculados a la lucha contra la corrupción; varios ex investigadores de la Fiscalía Especial contra la Impunidad (FECI) y de la Comisión Internacional contra la Impunidad en Guatemala (Cicig) fueron detenidos en 2022 y otros obligados a exiliarse.
A finales de julio de 2022, la policía detuvo al periodista José Rubén Zamora, fundador del diario ElPeriódico por supuestos delitos de lavado de dinero y registró la sede del periódico, Zamora había sido un férreo opositor al presidente Alejandro Giammattei y a la fiscal general, Consuelo Porras.Así, cerca de 40 operadores de justicia que trabajaban en casos relacionados con corrupción y una veintena de periodistas que los investigaban acabaron detenidos o bien eligieron salir de Guatemala para evitar la cárcel.

#### Represión de las organizaciones sociales
En el campo, las comunidades indígenas que defienden sus territorios y los movimientos campesinos son reprimidos. Los asesinatos selectivos de líderes sociales (campesinos, ecologistas, sindicalistas) continúan año tras año, sin que la justicia reaccione. Una nueva ley sobre las ONG autoriza al presidente a prohibir cualquier asociación de la que sospeche que "perturba el orden público" y establece mecanismos de represión financiera.
La Federación Internacional de Derechos Humanos, la Organización Mundial contra la Tortura y otras ONG advierten en 2022 del "fortalecimiento del régimen autoritario" en Guatemala y declaran que el país "vive un contexto alarmante de captura y control de la institucionalidad pública por las élites económicas y políticas".
Los favoritos para las elecciones presidenciales de 2023 han sido inhabilitados por las autoridades electorales: primero la candidata de izquierda Thelma Cabrera, luego, a un mes de la primera vuelta, el favorito en las encuestas, Carlos Pineda (derecha), y Roberto Arzú (derecha), hijo del expresidente Álvaro Arzú. Las autoridades intentaron entonces suspender la candidatura de Bernardo Arévalo tras la primera vuelta de las elecciones. El hecho de que Bernardo Arévalo sólo apareciera en octavo lugar en las encuestas significaba que no se le consideraba una amenaza antes de la primera vuelta. La ONG Acción Ciudadana, filial guatemalteca de Transparencia Internacional, señaló que "existe un patrón preconcebido para designar a los candidatos, descartando a los molestos y manteniendo a los favorecidos por el sistema". 

## Sanciones e investigación por corrupción
El sitio web de investigación salvadoreño El Faro reveló en febrero de 2022 que Alejandro Giammattei estaba señalado de «financiar su campaña [de 2019] con sobornos de una empresa constructora». El presidente guatemalteco habría negociado con José Luis Benito, entonces ministro del gobierno de Jimmy Morales, una aportación de 2,6 millones de dólares para su campaña electoral […] A cambio de este dinero Giammattei supuestamente prometió al ministro […] mantenerlo en el cargo durante un año para que pudiera seguir aplicando un esquema de sobornos multimillonarios en contratos de construcción y mantenimiento de carreteras. Sin embargo Benito nunca fue nombrado ministro del gobierno durante el mandato de Giammattei.
El exjefe de la Fiscalía Especial contra la Impunidad (FECI), Juan Francisco Sandoval, destituido en el 2021 por Consuelo Porras, dijo que los casos que investigaba la FECI incluían a la fiscal general, el presidente de la República y a políticos y funcionarios del actual gobierno. La destitución del jefe de la FECI impidió la continuidad de estas investigaciones y que eventualmente estas llegaran a alguna conclusión. 
El 17 de enero de 2024, el Departamento de Estado de Estados Unidos prohibió a Giammattei entrar en Estados Unidos, acusándolo de los cargos criminales de “implicación en una corrupción significativa” durante su presidencia, es decir, de “aceptar sobornos a cambio del desempeño de sus funciones públicas” cuando estaba en el cargo de Presidente de Guatemala.

El 4 de noviembre de 2024, el Gobierno de Bernardo Arévalo dio una conferencia de prensa donde se daba a conocer un caso bastante controversial donde esta involucrado el expresidente de la república de Guatemala Alejandro Giammattei que autorizaba una plaza fantasma a varios empleados involucrados en el extinto centro de gobierno que comandaba Miguel Martinez, de ellos, el que más resalta es Melvin Quijivix Vega al cual pertenecía esta plaza que intentaba ingresar la ex- secretaría de la Secretaría General de Planificación y Programación de la Presidencia (SEGEPLAN), está misma es señalada de insistir en ingresar la plaza fantasma al Instituto Nacional de Electrificación (INDE).
Desde que inicio el año, el Gobierno de Bernardo Arévalo de León ha presentado más de medio centenar de casos de corrupción perpetrados por Administraciones anteriores, especialmente la de Giammattei pero también la de Jimmy Morales en el 2016-2020.
Sin embargo, como señaló el mismo comisionado presidencial este lunes, la mayoría de denuncias no avanzan en el Ministerio Público (Fiscalía), cuya cúpula está sancionada también por Estados Unidos bajo señalamientos de corrupción y violación a la democracia de la población Guatemalteca. Y la red de corrupcion aun no ha sido descubierta.

## Honores y condecoraciones

### Nacionales
- Comandante general honorario del Benemérito Cuerpo Voluntario de Bomberos (28 de diciembre de 2021).[76]
- Orden Manuel Colom Argueta de la Asociación Nacional de Municipalidades -ANAM- (11 de mayo de 2022).[77]
- Orden «Diego de Porres» en grado de Gran Venera por el Consejo Nacional para la Protección de La Antigua Guatemala (22 de noviembre de 2022).[78]
- Orden «Excelentísimo Embajador de Chile, Rodrigo González Allendes» del Benemérito Cuerpo Voluntario de Bomberos (27 de marzo de 2023).[79]

### Extranjeros
- Medalla Honorífica a la Diplomacia Parlamentaria dentro del Yuan Legislativo (25 de abril de 2023).[80]
- Gran Cordón de la Orden de Jade Brillante de la República de China (25 de abril de 2023).[81]
- Orden del Príncipe Yeroslav el Sabio en Primer grado de Ucrania (11 de mayo de 2023).[82]

## Vida privada
Alejandro Giammattei estuvo casado con Rosana Cáceres López desde el 11 de febrero de 1989 con quien tuvo tres hijos llamados Marcela, Stefano y Alejandro Giammattei. Padece de esclerosis múltiple desde su juventud, y utiliza un marcapasos.
La familia de Giammattei tiene raíces en Italia y, a través de su abuelo, Giammattei conserva la ciudadanía italiana por derecho de sangre, además de su ciudadanía guatemalteca por derecho de nacimiento.